# Championnat de Belgique de football 1937-1938
Navigation
Saison précédente Saison suivante
Le championnat de Belgique de football 1937-1938 est la 38e saison du championnat de première division belge. Son nom officiel est « Division d'Honneur ».
Les deux premiers du classement final sont les mêmes que lors de la saison précédente mais leurs positions sont inversées. Le champion sortant, le Daring Club de Bruxelles, ne peut empêcher le Beerschot de décrocher le titre, avec une avance confortable de 5 points. C'est le sixième titre remporté par le club anversois, dix ans après le précédent. Derrière eux, l'Union Saint-Gilloise complète le podium.
En bas de classement, le RC Tirlemont, promu douze mois plus tôt, termine bon dernier et est relégué en Division 1. C'est jusqu'à présent la seule saison du club de la cité sucrière dans la plus haute division nationale. Il est accompagné par le Lyra, qui redescend après six saisons passées parmi l'élite nationale. L'autre promu, l'Olympic Charleroi, termine à la onzième place pour sa première saison parmi l'élite.

## Clubs participants
Quatorze clubs prennent part à la compétition, autant que lors de l'édition précédente. Ceux dont le matricule est mis en gras existent toujours aujourd'hui.
| #  | Nom                                       | Mat. | Ville                 | Stades               | En D1 depuis (série) | Total en D1 | Saison précédente |
| -- | ----------------------------------------- | ---- | --------------------- | -------------------- | -------------------- | ----------- | ----------------- |
| 1  | Royal Sporting Club Anderlechtois         | 35   | Anderlecht            | Stade Émile Versé    | 1935-1936 (3e)       | 10e         | 11e               |
| 2  | Royal Antwerp Football Club               | 1    | Anvers                | Bosuilstadion        | 1901-1902 (32e)      | 37e         | 8e                |
| 3  | Royal Beerschot Athletic Club             | 13   | Anvers                | Kiel                 | 1907-1908 (26e)      | 32e         | 2e                |
| 4  | Royal Football Club Brugeois              | 3    | Bruges                | De Klokke            | 1935-1936 (3e)       | 33e         | 10e               |
| 5  | Daring Club de Bruxelles Société Royale   | 2    | Molenbeek             | Stade du Daring      | 1903-1904 (30e)      | 30e         | 1er               |
| 6  | Royal Olympic Club Charleroi              | 246  | Montignies-sur-Sambre | Stade de la Neuville | 1937-1938 (1re)      | 1re         | Division 1B : 1er |
| 7  | Association Royale Athlétique La Gantoise | 7    | Gentbrugge            | Stade Jules Otten    | 1936-1937 (2e)       | 13e         | 9e                |
| 8  | Royal Standard Club Liège                 | 16   | Sclessin              | Stade de Sclessin    | 1921-1922 (17e)      | 22e         | 7e                |
| 9  | Koninklijke Liersche Sportkring           | 30   | Lierre                | Lispersteenweg       | 1927-1928 (11e)      | 11e         | 4e                |
| 10 | Koninklijke Maatschappij Lyra             | 52   | Lierre                | Lyrastadion          | 1932-1933 (6e)       | 6e          | 12e               |
| 11 | Royal Football Club Malinois              | 25   | Malines               | Achter de Kazerne    | 1928-1929 (10e)      | 13e         | 5e                |
| 12 | Union Saint-Gilloise Société Royale       | 10   | Uccle                 | Stade du Parc Duden  | 1901-1902 (32e)      | 32e         | 3e                |
| 13 | Racing Club Tirlemont                     | 132  | Tirlemont             | ?                    | 1937-1938(1re)       | 1re         | Division 1A : 1er |
| 14 | Royal White Star Athletic Club            | 47   | Woluwe-Saint-Lambert  | rue de Kelle         | 1934-1935 (4e)       | 5e          | 6e                |

### Localisations
| Antwerp Beerschot Liersche SK Lyra FC Malinois Bruxelles La Gantoise FC Brugeois Tirlemont Standard Olympic |

#### Localisation des clubs bruxellois
les 4 cercles bruxellois sont :
(5) Daring CB SR
(6) R. SC Anderlechtois
(7) Union SG SR
 (14) R. White Star AC

## Résultats

### Résultats des rencontres
Avec quatorze clubs engagés, 182 matches sont au programme de la saison.
| Résultats (▼dom., ►ext.)                                   | AND | ANT | BEE | FCB | DAR | LAG | LIE | LYR  | FCM | OLY | STA | TIR | USG | WST |
| R. SC Anderlechtois                                        |     | 1-2 | 1-6 | 3-1 | 0-4 | 1-1 | 1-0 | 10-1 | 3-1 | 3-1 | 3-1 | 3-0 | 3-4 | 2-1 |
| R. Antwerp FC                                              | 1-1 |     | 1-2 | 0-2 | 3-0 | 2-1 | 2-2 | 2-0  | 5-1 | 1-4 | 1-2 | 2-1 | 1-1 | 3-3 |
| R. Beerschot AC                                            | 3-0 | 3-0 |     | 1-1 | 1-1 | 0-3 | 2-1 | 8-1  | 2-2 | 5-3 | 7-1 | 2-1 | 4-1 | 6-0 |
| R. FC Brugeois                                             | 2-0 | 5-2 | 0-3 |     | 1-5 | 0-1 | 2-0 | 0-4  | 3-2 | 2-2 | 3-1 | 1-0 | 2-0 | 2-1 |
| Daring CB SR                                               | 0-0 | 1-2 | 1-1 | 4-1 |     | 2-0 | 1-2 | 2-1  | 7-1 | 3-1 | 2-2 | 3-0 | 1-0 | 4-1 |
| ARA La Gantoise                                            | 1-3 | 1-3 | 2-1 | 3-0 | 1-1 |     | 5-2 | 5-0  | 3-1 | 1-2 | 3-1 | 2-0 | 2-1 | 3-0 |
| K. Liersche SK                                             | 2-0 | 3-2 | 2-3 | 4-1 | 4-0 | 3-1 |     | 2-2  | 0-0 | 1-0 | 2-3 | 0-0 | 0-3 | 5-1 |
| TSV Lyra                                                   | 1-1 | 2-1 | 1-3 | 5-0 | 2-3 | 0-2 | 0-4 |      | 1-2 | 2-5 | 3-2 | 4-3 | 1-1 | 3-0 |
| FC Malinois                                                | 5-1 | 0-1 | 1-1 | 1-2 | 1-0 | 4-2 | 2-2 | 2-1  |     | 3-1 | 4-2 | 1-1 | 0-2 | 0-2 |
| R. Olympic CC                                              | 0-1 | 3-3 | 0-3 | 2-2 | 1-4 | 1-1 | 5-2 | 2-2  | 3-3 |     | 4-0 | 3-1 | 2-3 | 5-1 |
| R. Standard CL                                             | 3-1 | 1-2 | 1-4 | 2-2 | 1-8 | 5-2 | 8-2 | 4-1  | 3-1 | 3-2 |     | 2-1 | 4-3 | 3-0 |
| RC Tirlemont                                               | 2-0 | 1-4 | 1-7 | 0-1 | 0-0 | 4-2 | 1-2 | 3-0  | 2-1 | 3-3 | 2-1 |     | 2-7 | 1-2 |
| Union St-Gilloise SR                                       | 2-2 | 1-1 | 4-3 | 1-1 | 2-4 | 5-2 | 7-1 | 4-0  | 7-2 | 2-1 | 5-1 | 1-0 |     | 0-3 |
| White Star AC                                              | 2-1 | 4-1 | 1-2 | 6-2 | 2-8 | 3-2 | 3-2 | 6-2  | 4-0 | 3-3 | 1-3 | 8-1 | 5-2 |     |
| - Victoire à domicile - Match nul - Victoire à l'extérieur |     |     |     |     |     |     |     |      |     |     |     |     |     |     |

### Classement final
| Rang | Équipe                    | Pts | J  | G  | N | P  | Bp | Bc | Diff |
| ---- | ------------------------- | --- | -- | -- | - | -- | -- | -- | ---- |
| 1    | R. BEERSCHOT AC           | 41  | 26 | 18 | 5 | 3  | 83 | 31 | +52  |
| 2    | Daring CB SR T            | 36  | 26 | 15 | 6 | 5  | 69 | 31 | +38  |
| 3    | Union St-Gilloise SR      | 31  | 26 | 13 | 5 | 8  | 69 | 48 | +21  |
| 4    | R. Antwerp FC             | 28  | 26 | 11 | 6 | 9  | 48 | 46 | +2   |
| 5    | R. FC Brugeois            | 27  | 26 | 11 | 5 | 10 | 39 | 53 | -14  |
| 6    | ARA La Gantoise           | 27  | 26 | 12 | 3 | 11 | 52 | 45 | +7   |
| 7    | R. Standard CL            | 26  | 26 | 12 | 2 | 12 | 60 | 68 | -8   |
| 8    | R. SC Anderlechtois       | 25  | 26 | 10 | 5 | 11 | 43 | 47 | -4   |
| 9    | K. Liersche SK            | 25  | 26 | 10 | 5 | 11 | 50 | 55 | -5   |
| 10   | R. White Star AC          | 25  | 26 | 11 | 3 | 12 | 61 | 66 | -5   |
| 11   | R. Olympic Club Charleroi | 22  | 26 | 7  | 8 | 11 | 59 | 57 | +2   |
| 12   | R. FC Malinois            | 21  | 26 | 7  | 7 | 12 | 41 | 59 | -18  |
| 13   | KM Lyra                   | 16  | 26 | 6  | 4 | 16 | 40 | 77 | -37  |
| 14   | RC Tirlemont              | 14  | 26 | 5  | 4 | 17 | 31 | 62 | -31  |

Légende
- Champion de Belgique 1938
- Club relégué pour la saison suivante

Abréviations
T : Tenant du titre 1937

 : nouveau venu depuis la saison précédente

### Meilleur buteur
Marius Mondelé (Daring CB) avec 32 buts. Il est le dixième joueur différent sacré deux fois meilleur buteur de la plus haute division et le septième belge.

#### Classement des buteurs
Le tableau ci-dessous reprend les 22 meilleurs buteurs du championnat, soit les joueurs ayant inscrit dix buts ou plus durant la saison.
| #   | Pays | Joueur                | Club                      | Buts | Matches joués |
| --- | ---- | --------------------- | ------------------------- | ---- | ------------- |
| 1.  |      | Marius Mondelé        | Daring CB SR              | 32   | 26            |
| 2.  |      | Joseph Desmedt        | Union Saint-Gilloise SR   | 27   | 22            |
| =.  |      | Jean Capelle          | R. Standard CL            | 27   | 25            |
| 4.  |      | Henri Isemborghs      | R. Beerschot AC           | 26   | 25            |
| 5.  |      | Raymond Braine        | R. Beerschot AC           | 23   | 24            |
| =.  |      | Albert De Cleyn       | R. FC Malinois            | 23   | 25            |
| 7.  |      | Daniel D'Hooge        | ARA La Gantoise           | 19   | 22            |
| =.  |      | Arthur Ceuleers       | R. Beerschot AC           | 19   | 24            |
| =.  |      | Jozef Wagner          | R. Antwerp FC             | 19   | 27            |
| 10. |      | Frans Van Haelen      | Olympic Club de Charleroi | 18   | 20            |
| 11. |      | Albert Plennevaux     | R. White Star AC          | 17   | 26            |
| 12. |      | François Vanden Eynde | R. SC Anderlechtois       | 16   | 24            |
| 13. |      | Henri Licki           | R. Standard CL            | 14   | 26            |
| =.  |      | Julien Van Orshaegen  | K. Liersche SK            | 14   | 26            |
| 15. |      | Jozef Weyns           | R. Antwerp FC             | 13   | 27            |
| 16. |      | Florimond De Roeck    | R. SC Anderlechtois       | 12   | 18            |
| =.  |      | Fernand Buyle         | Daring CB SR              | 12   | 26            |
| 18. |      | Eugène Kimmer         | R. RC Tirlemont           | 11   | 25            |
| 19. |      | Marcel Dereuse        | ARA La Gantoise           | 10   | 16            |
| =.  |      | Bernard Voorhoof      | K. Liersche SK            | 10   | 23            |
| =.  |      | Jean Collet           | R. White Star AC          | 10   | 24            |
| =.  |      | Jean Fievez           | R. White Star AC          | 10   | 25            |

## Récapitulatif de la saison
- Champion : Royal Beerschot AC (6e titre)
- Troisième équipe à remporter six titres
- Neuvième titre pour la province d'Anvers.

| Région flamande (7)             | Région flamande (7) | Province de Brabant (5)      | Province de Brabant (5) | Région wallonne (2)    | Région wallonne (2) |
| ------------------------------- | ------------------- | ---------------------------- | ----------------------- | ---------------------- | ------------------- |
| Province d'Anvers               | 5                   | Région de Bruxelles-Capitale | 5                       | Province de Hainaut    | 1                   |
| Province de Flandre-Occidentale | 1                   | Province du Brabant flamand  | 0                       | Province de Liège      | 1                   |
| Province de Flandre-Orientale   | 1                   | Province du Brabant wallon   | 0                       | Province de Luxembourg | 0                   |
| Province de Limbourg            | 0                   |                              |                         | Province de Namur      | 0                   |

1. ↑  Au niveau footballistique, la province de Brabant est toujours unitaire malgré sa partition territoriale en 1995.

### Admission et relégation
Le RC Tirlemont, fraîchement promu, ne s'adapte pas au rythme de la Division d'Honneur et termine dernier. On ne l'a plus revu à ce niveau depuis. L'autre descendant est le Lyra KM, qui redescend en Division 1 après six saisons passées au plus haut niveau. Avec respectivement 14 et 16 points, ils terminent assez loin du douzième et premier non-relégable, le FC Malinois, qui en compte 21.
Ils sont remplacés pour la saison prochaine par le Cercle de Bruges et le Boom FC. Pour le premier, c'est un retour au plus haut niveau après deux saisons passées en Division1. Pour Boom, c'est une première montée parmi l'élite.

### Débuts en Division d'Honneur
Deux clubs font leurs débuts dans la plus haute division belge. Ils sont les 38e et 39e clubs différents à y apparaître.
- Le RC Tirlemont est le 15e club de la province de Brabant et le premier non-bruxellois à évoluer dans la plus haute division belge.
- L'Olympic de Charleroi est le 1er club de la province de Hainaut à évoluer dans la plus haute division belge.

### Bilan de la saison
| Championnat de Belgique de football 1937-1938 |                            |
| Champion                                      | R. Beerschot AC (6e titre) |
| Dauphin                                       | Daring CB SR               |
| Promotions et relégations                     |                            |
| Promus en Division d'Honneur                  | Boom FC                    |
| Promus en Division d'Honneur                  | R. CS Brugeois             |
| Relégués en Division 1                        | KM Lyra                    |
| Relégués en Division 1                        | RC Tirlemont               |